# Neonitocris postscutellaris
Neonitocris postscutellaris är en skalbaggsart som beskrevs av Pierre Lepesme och Stefan von Breuning 1951. Neonitocris postscutellaris ingår i släktet Neonitocris och familjen långhorningar. Inga underarter finns listade i Catalogue of Life.